# Feldkirch (Austria)
Feldkirch – miasto powiatowe w Austrii, w kraju związkowym Vorarlberg, siedziba powiatu Feldkirch. Leży w dolinie górnego Renu. Liczy ok. 31 tys. mieszkańców (2010).
Z Feldkirch pochodzi Katharina Liensberger, austriacka narciarka alpejska.
W mieście rozwinął się przemysł włókienniczy, maszynowy, elektroniczny, drzewny, chemiczny oraz poligraficzny.

## Sport
- VEU Feldkirch – klub hokeja na lodzie

## Współpraca
- Schemmerhofen, Niemcy (kontakty utrzymuje dzielnica Nofels)
- Sigmaringen, Niemcy